# Centre històric de Figuerola
El Centre històric de Figuerola és un conjunt de Figuerola del Camp (Alt Camp) protegit com a Bé Cultural d'Interès Local.

## Descripció
Figuerola està situat a 480 m d'altitud, als vessant sud-orientals de la serra de Miramar, al peu del Tossal Gros. El terme limita amb la Conca de Barberà. Hi ha vestigis de poblament des de l'època neolítica. Es creu en la possibilitat que existís un poblat ibèric o una vila romana. S'han trobat també uns sepulcres de lloses alt-medievals. El nom de Figuerola apareix esmentat des de l'any 980. Al llarg dels segles xii i xiii Figuerola i Miramar formaven part del castell de Prenafeta. Tots aquests territoris (Figuerola, Miramar i Prenafeta) van ser cedits a Poblet per Berenguer de Puigverd a finals del segle xiii. Figuerola ha estat un centre de producció agrícola des dels seus inicis. El seu desenvolupament no va minvar, malgrat el període de les pestes del segle xiv i experimentà un creixement progressiu que arribà a proporcionà considerables en el segle xviii, a conseqüència de l'expansió del conreu de l'avellaner. A principis del segle XX s'explotava un mina de carbó de poca incidència en l'economia del poble. Actualment es conrea, a més de l'avellaner, els cereals i la vinya, tot i que després de la fil·loxera al despoblament progressiu ha provocat el deteriorament del camp. El poble s'agrupa al voltant de l'església de Sant Jaume. Els edificis, en nombre aproximat de 200, sóm majoritàriament de dues plantes.